# 亀井善太郎
亀井 善太郎（かめい ぜんたろう、1971年（昭和46年）1月20日 - ）は、日本の政治家。自由民主党所属の元衆議院議員（1期）。現在は政策シンクタンクPHP総研主席研究員、立教大学大学院21世紀社会デザイン研究科特任教授。

## 人物
神奈川県伊勢原市出身。 慶應義塾中等部、慶應義塾高等学校を経て、1993年、慶應義塾大学経済学部を卒業し日本興業銀行（後のみずほコーポレート銀行、現・みずほ銀行）に入社。2002年10月に同行を退社し、ボストン・コンサルティング・グループに入社。2005年4月より父・善之の議員秘書（同年、政策秘書資格を取得）となる。
2006年5月12日、父・善之が膵臓がんのため議員在職中に死去する。善之の選挙区である神奈川県第16区で、同年10月10日告示、10月22日投開票の日程で補欠選挙が行われる事となり、6月20日の自民党の選挙対策本部会議で善太郎が公認候補者に内定。投開票の結果、民主党候補の元経産省課長補佐の後藤祐一に約3万票差をつけ、初当選した。当選直後、しばらくは無派閥を通すと宣言していたが、2007年1月、父・善之が結成に尽力した山崎派に入会した。また、北京オリンピックを支援する議員の会に所属した。
道路特定財源を資金源とする道路運送経営研究会（道路特定財源の一般財源化に反対している）から献金を受けている。
2009年8月30日の第45回衆議院議員総選挙に自民党公認で再選を目指し立候補。公明党の推薦も受けたが、前回下した後藤に5万票以上の大差で敗北、重複立候補していた比例南関東ブロックでの復活当選もできず、議席を失った。
同年11月19日に記者会見を行い、2年前から喘息が悪化しており、「しっかりと仕事をして責任を果たすことができない」として次期衆院選不出馬を表明。一部で政界引退とも報じられた。その後、東京財団の研究員兼政策プロデューサーを経て、現在は政策シンクタンクPHP総研主席研究員、立教大学大学院21世紀社会デザイン研究科特任教授。
後継は比例区選出の参議院議員から鞍替えした義家弘介。

## 家族・親族
亀井家
- 祖父・善彰（1901年 - 1991年、元参議院議員）
- 父・善之（1936年 - 2006年、元衆議院議員、農林水産大臣、住所は神奈川県伊勢原市下落合）